# Штиль, Георгий Антонович
Гео́ргий Анто́нович Штиль (род. 4 марта 1932, Ленинград, СССР) — советский и российский актёр театра и кино, народный артист России (2001).

## Биография
Георгий Штиль родился 4 марта 1932 года в Ленинграде. Его мать была еврейкой , отец — польско-русского происхождения. В начале Великой Отечественной войны в возрасте девяти лет был отправлен в эвакуацию в Башкирскую АССР, где пробыл до окончания войны. Отца на фронт не взяли по национальной принадлежности, но оставили в тылу, так как он работал на стратегическом оборонном заводе.
После окончания средней школы пытался поступить в лётное училище, но не прошёл по конкурсу, «завалив» экзамен по немецкому языку, несмотря на то, что с шести до девяти лет воспитывался гувернанткой-немкой и его родители также говорили по-немецки.
В 1961 году окончил Ленинградский театральный институт имени А. Н. Островского и тогда же был принят в труппу Ленинградского академического Большого драматического театра имени М. Горького. Дебютировал в спектакле «Моя старшая сестра» по пьесе Александра Володина. Служит в театре по настоящее время.
С 1960 по 2024 Георгий Штиль снимался в кино, преимущественно в ролях второго плана и эпизодах.
25 сентября 2015 года актёр принял участие в театрализованных онлайн-чтениях произведений А. П. Чехова «Чехов жив».
1 марта 2016 года в Санкт-Петербурге вышла книга мемуаров Георгия Штиля «У меня все роли главные» (автор идеи и литературная обработка — Александр Рабинович).

### Личная жизнь
Первая жена — Римма Павловна Штиль (1930—2006), художник-декоратор на киностудии «Ленфильм».
Вторая жена — Лиана Зурабовна (род. 1946), остеопат.

## Творчество

### Театральные работы

#### БДТ имени Г. А. Товстоногова (ранее — имени М. Горького)
В труппе театра - с 1961 года. Сыграл на его сцене более пятидесяти драматических ролей:
- 1960 — «Гибель эскадры» Александра Корнейчука; Постановка: Г. А. Товстоногова, Режиссёр: Рубен Агамирзян — Паллада, (ввод, премьера — 12 ноября 1960)
- 1961 — «Четвёртый» Константина Симонова; Режиссёр: Рубен Агамирзян (под худ. рук. Георгия Товстоногова) — Гвиччарди, (премьера — 23 ноября 1961)
- 1961 — «Моя старшая сестра» Александра Володина; Постановка: Г. А. Товстоногова, Реж.: Р. А. Сирота — поступающий в студию, (премьера — 29 декабря 1961)
- 1962 — «Божественная комедия» Исидора Штока; Постановка: Г. А. Товстоногова — дирижёр, (премьера — 7 июня 1962)
- 1962 — «Снежная королева» Е. Л. Шварца, Постановка: М. Л. Рехельса — принц Клаус, (премьера — 30 июля 1962)
- 1962 — «Горе от ума» А. С. Грибоедова, Постановка и оформление: Г. А. Товстоногова, Режиссёр: Р. С. Агамирзян; — Гость, (премьера — 20 октября 1962)
- 1963 — «Карьера Артуро Уи» Бертольта Брехта; Постановка: Эрвина Аксера — «Зазывала», (премьера — 26 июня 1963)
- 1964 — «Я, бабушка, Илико и Илларион» Нодара Думбадзе, Г. Лордкипанидзе; Постановка: Рубена Агамирзяна — Ромул, (премьера — 9 мая 1964)
- 1965 — «Три сестры» Антона Чехова; Постановка: Г. А. Товстоногова — Родэ Владимир Карпович, подпоручик, (премьера — 23 января 1965)
- 1966 — «Пузырьки» A. Хмелика; Постановка: Ю. Е. Аксёнов — Петя Нечитайло, (премьера — 25 июня 1966)
- 1966 — «Мещане» М. Горького; Постановка и оформление: Г. А. Товстоногова, Режиссёр: Р. А. Сирота — Доктор, (премьера — 25 декабря 1966)
- 1967 — «Правду! Ничего, кроме правды!» Д. Н. Аля, Постановка: Г. А. Товстоногова, Режиссёр: Ю. Е. Аксёнов — Леонард, (премьера — 25 октября 1967)
- 1969 — «Король Генрих IV» У. Шекспира, Постановка и оформление: Г. А. Товстоногова, — Пето, (премьера — 10 мая 1969)
- 1969 — «Два театра» Е. Шанявского; Постановка: Эрвина Аксера, Режиссёр: Р. А. Сирота — Монтек, (премьера — 6 декабря 1969)
- 1970 — «Третья стража» Г. А. Капралова и С. И. Туманова, Постановка: Г. А. Товстоногова, Режиссёр: Р. А. Сирота — Человек в треухе, (премьера — 26 декабря 1970)
- 1971 — «Тоот, другие и майор» И. Эркеня, Постановка: Г. А. Товстоногова, Режиссёр: А. Г. Товстоногов — почтальон, (премьера — 7 марта 1971)
- 1971 — «Выпьем за Колумба!» Л. Жуховицкого, Постановка: Г. А. Товстоногова и Ю. Е. Аксёнова — Студент, (премьера — 25 июня 1971)
- 1972 — «Ревизор» Н. В. Гоголя; Постановка и оформление: Георгия Товстоногова, Режиссёр: Ю. Е. Аксёнов — Пётр Иванович Добчинский, (премьера — 8 мая 1972)
- 1972 — «Ханума» А. Цагарели; Постановка: Г. А. Товстоногова, Режиссёр: И. Д. Рассомахин — Кинто, (премьера — 30 декабря 1972)
- 1975 — «История лошади» по Л. Толстому; Постановка: Г. А. Товстоногова, Реж.: М. Г. Розовский — Васька, конюх; половой на бегах, (премьера — 27 ноября 1975)
- 1976 — «Дачники» М. Горького, Постановка: Г. А. Товстоногова, Режиссёр: Д. Л. Либуркин — Актер-любитель, (премьера — 23 апреля 1976)
- 1977 — «Тихий Дон» по М. А. Шолохову, Постановка: Г. А. Товстоногова, Режиссёр: Ю. Е. Аксёнов — Рыжий красноармеец, (премьера — 2 июня 1977)
- 1978 — «Пиквикский клуб» по роману Ч. Диккенса, Постановка: Г. А. Товстоногова, Реж.: Е. М. Арье — Джо, слуга мистера Уордла, (премьера — 14-19 апреля 1978)
- 1979 — «Мы, нижеподписавшиеся» А. И. Гельмана, Постановка: Г. А. Товстоногова, — Проводник, (премьера — 28 апреля 1979)
- 1979 — «Наш городок» Торнтона Уайлдера, Постановка: Эрвина Аксера, — Ньюсем, (премьера — 30 мая 1979)
- 1980 — «Дундо Марое» Марина Држича, Постановка: Мирослава Беловича (СФРЮ), — Саади, ростовщик, (премьера — 16 июля 1980)
- 1982 — «Амадеус» Питера Шеффера, Постановка: Г. А. Товстоногова и Ю. Е. Аксёнова, — Бонно, (премьера — 3 августа 1982)
- 1983 — «Смерть Тарелкина» А. Сухово-Кобылина; Постановка: Г. А. Товстоногова, Режиссёр: В. Г. Милков — Расплюев, (премьера — 30 декабря 1983)
- 1984 — «Скорбящие родственники» Б. Нушича, Постановка: С. Жигона, Режиссёр: Б. Н. Сапегин, — Прока, (премьера — 10 июля 1984)
- 1986 — «Иван» А. Кудрявцева, Постановка: Г. А. Товстоногова, — Федор, (премьера — 1 июня 1986)
- 1989 — «Визит старой дамы» Фридриха Дюрренматта, Постановка: В. Е. Воробьева, — Сержант полиции, (премьера — 28 мая 1989)
- 1991 — «Удалой молодец — гордость Запада» Джона Синга, Постановка: Д. Х. Астрахана, — Майкл, (премьера — 16 февраля 1991)
- 1995 — «Макбет» У. Шекспира, Постановка: Т. Н. Чхеидзе, — первая ведьма, (премьера — 27 марта 1995)
- 1997 — «Мамаша Кураж и её дети» Б. Брехта, Постановка: С. И. Яшина, Режиссёр: Л. П. Шувалова, — Одноглазый, (премьера — 29 января 1997)
- 1997 — «Прихоти Марианны» Альфреда де Мюссе, Постановка: Н. Н. Пинигина, Режиссёр: И. Я. Стависский, — Тибиа, (премьера — 25 сентября 1997)
- 1998 — «Отец» Августа Стриндберга, Постановка: Г. И. Дитятковского, — Сверд, (премьера — 12 ноября 1998)
- 1999 — «Борис Годунов» А. С. Пушкина, Постановка: Т. Н. Чхеидзе, — Человек из народа, (премьера — 27 марта 1999)
- 2000 — «Ложь на длинных ногах» Эдуардо де Филиппо, Постановка: Н. Н. Пинигина, — Дядя, (премьера — 15 февраля 2000)
- 2000 — «Перед заходом солнца» Герхарта Гауптмана, Постановка: Г. М. Козлова, — Винтер, (премьера — 17 мая 2000)
- 2000 — «Федра» Жана Расина, Постановка: Г. И. Дитятковского, — Терамен, (премьера — 14 декабря 2000)
- 2001 — «Дорогая Памела» Джона Патрика, Постановка: А. Н. Максимова, — Джо Янки, (премьера — 11 сентября 2001)
- 2003 — «Двенадцатая ночь, или Как пожелаете» У. Шекспира, Постановка: Г. И. Дитятковского, — Фабиан, (премьера — 15 ноября 2003)
- 2005 — «Веселый солдат» Н. Н. Садур по В. Астафьеву, Постановка: Г. Р. Тростянецкого, — Старшина Шпатор, (премьера — 29 апреля 2005)
- 2006 — «Власть тьмы» Л. Н. Толстого, Постановка: Т. Н. Чхеидзе, Режиссёр: И. Я. Стависский, — Митрич, (премьера — 4 ноября 2006)
- 2007 — «Блажь!» А. Н. Островского и П. Невежина, Постановка: Г. Р. Тростянецкого, — Бондырев, (премьера — 16 февраля 2007)
- 2009 — «Дон Карлос, инфант испанский» Фридриха Шиллера, Постановка: Т. Н. Чхеидзе, — Герцог Медина Сидония, адмирал, (премьера — 27 марта 2009)
- 2013 — «Алиса» Андрея Могучего, Сергея Носова, Светланы Щагиной, Режиссёр: Андрей Могучий — Додо, (премьера — 28 декабря 2013)
- 2014 — «Что делать» по мотивам романа Н. Г. Чернышевского, Режиссёр: Андрей Могучий, — Павел Константинович Розальский, (премьера — 15 ноября 2014)
- 2015 — «Война и мир Толстого» (Путеводитель по роману) В. Рыжакова, Режиссёр: Виктор Рыжаков — Алпатыч, управляющий; Митенька, слуга, (премьера — 14 декабря 2015)
- 2016 — «Губернатор» Андрея Могучего по Л. Н. Андрееву, Режиссёр: Андрей Могучий — рабочий Егор, (премьера — 23 декабря 2016)
- 2017 — «Люксембургский сад» по пьесе братьев Александра и Льва Шаргородских «Второй закон Джаги-Янкелевича», Режиссёр: Артем Петров — Янкелевич, (премьера — 31 марта 2017)

#### Антреприза
- 2008 — «Казнить нельзя помиловать» А. Козырева. Режиссёр: Михаил Апарцев — Загорский, народный артист
- 2014 — «Операция „Развод“, или Первый принцип Вундермахера». Режиссёр: Александр Синотов.

### Фильмография
- 1960 — Молодость офицера — солдат
- 1961 — Барьер неизвестности — пилот вертолёта (нет в титрах)
- 1963 — Крепостная актриса — Федька
- 1963 — День счастья — Жора Есаулов, водитель «Скорой»
- 1963 — Пока жив человек — Рубахин, пациент
- 1963 — Рембрандт (фильм-спектакль) — Фабрициус, ученик Рембрандта
- 1964 — Донская повесть — Зотов
- 1964 — Зайчик — хулиган
- 1964 — Поезд милосердия — ассистент хирурга (нет в титрах)
- 1964 — Совесть не прощает — Белек, портной (фильм-спектакль)
- 1965 — Жизнь Галилея (фильм-спектакль) — Фульганцио, маленький монах
- 1965 — Знойный июль — житель деревни
- 1965 — Иду на грозу — журналист
- 1965 — На одной планете — дирижёр духового оркестра на Новогоднем балу
- 1965 — Римские рассказы — бармен (нет в титрах) (фильм-спектакль)
- 1965 — Старые друзья — Лёша (фильм-спектакль)
- 1966 — 12 стульев — Владя (нет в титрах) (фильм-спектакль)
- 1966 — Долгая счастливая жизнь — пожарный
- 1966 — Кто придумал колесо? — комсорг (нет в титрах)
- 1966 — Три толстяка — придворный
- 1967 — Личная жизнь Кузяева Валентина — Пётр Кузяев, папаня
- 1967 — Происшествие, которого никто не заметил — Лёша, муж Кати
- 1967 — Седьмой спутник — Кимка
- 1967 — Женя, Женечка и «катюша» — Ромадин, командир батареи
- 1967 — Суд — Фортунатов, жандарм
- 1967 — Ноев ковчег — Сим, старший сын Ноя (фильм-спектакль)
- 1968 — Воскресенье в понедельник — Зазубрин, управдом (фильм-спектакль)
- 1968 — Интервенция — Марсиаль, французский моряк
- 1968 — Наши знакомые — спекулянт, торговец олифой
- 1968 — Старая, старая сказка — телохранитель
- 1969 — Ваня, ты как здесь? — Пронька Лагутин, тракторист (фильм-спектакль)
- 1969 — Мальчик из спичечной коробки — Бернгард, похититель (фильм-спектакль)
- 1969 — Правду! Ничего, кроме правды! — Леонард, свидетель (фильм-спектакль)
- 1969 — Смерть Вазир-Мухтара — маркиз Севиньи (фильм-спектакль)
- 1969 — Её имя — Весна — Иванов, раненый в госпитале
- 1969 — Эти невинные забавы — дядя
- 1969 — Мальчишки — Коробкин, учитель физкультуры
- 1969 — Последние каникулы — дачник в электричке
- 1970 — До востребования — Олег Александрович Скукарёв, работник почты (фильм-спектакль)
- 1970 — Ночная смена — «Коротышка», член бригады Пономарёва
- 1970 — Севастополь — портной
- 1970 — Счастье Анны — Пантелей Лычков
- 1971 — Два веронца — помощник режиссёра (фильм-спектакль)
- 1971 — Дорога на Рюбецаль — Теодор Гильгер, немецкий солдат
- 1971 — Даурия — Георгий Антонович Лавров, анархист
- 1971 — Расскажи мне о себе — старшина
- 1972 — Ревизор. Сцены из спектакля — Добчинский (нет в титрах) (фильм-спектакль)
- 1972 — Боба и слон — Игорь Аркадьевич, директор зоопарка
- 1971 — Достояние республики — жулик-грабитель
- 1972 — Красные пчёлы — милиционер
- 1972 — Принц и нищий — начальник караула
- 1972 — Учитель пения — парикмахер, отец Андрюши Вишнякова, солиста хора
- 1973 — А вы любили когда-нибудь? — Эйнсфорд / врач скорой помощи
- 1973 — Опознание — судебный заседатель Генрих Гофман
- 1973 — Открытая книга — Стогин, отец больной дочери Катеньки
- 1973 — Хроника одной репетиции — Добчинский (фильм-спектакль)
- 1974 — Незнакомый наследник — Скатов, строитель, «шахматист»
- 1974 — Пятёрка за лето — Виктор Иванович Курнаков, физрук
- 1974 — Последнее лето детства — отец Витьки Бурова
- 1975 — На всю оставшуюся жизнь — Горемыкин
- 1975 — Новогодние приключения Маши и Вити — леший
- 1975 — Волны Чёрного моря — начальник учебного округа
- 1975 — Одиннадцать надежд — тренер, переманивший Бабочкина
- 1975 — Факт биографии — Евгений Николаевич Соляков, потерпевший
- 1975 — Доверие — полковник
- 1976 — Венок сонетов — Ампилогов, солдат
- 1976 — Дикий Гаврила — сержант милиции
- 1976 — Меня это не касается — Эдуард Цесарский, вор-домушник
- 1976 — Строговы — Елизар Петрович Адамов, распорядитель по земельным делам
- 1976 — Туфли с золотыми пряжками — чёрный разбойник
- 1977 — Обратная связь — Георгий Антонович, директор Дворца культуры
- 1977 — Прыжок с крыши — прохожий
- 1977 — Сказание о храбром витязе Фэт-Фрумосе — эпизод (нет в титрах)
- 1978 — Захудалое королевство — Дуршлаг, королевский повар
- 1978 — Ханума — Кинто, приятель князя в бане
- 1978 — Шла собака по роялю — Ефимов, участковый милиционер, старший лейтенант
- 1978 — Сибириада — Фрол, житель Елани, одноногий инвалид Гражданской войны
- 1979 — Соловей — 2-й гвардеец
- 1979 — Трое в лодке, не считая собаки — усатый капитан
- 1979 — Железные игры — Иван Александрович Хижняк, тренер
- 1979 — По данным уголовного розыска — Быков
- 1980 — Прикажи себе — Павел Петрович Полтыгин, майор
- 1981 — Будьте моим мужем — курортник, владелец брюк «со стрелочкой»
- 1981 — Грибной дождь — тренер Раи
- 1981 — История одной любви — Евтихий Серапионович
- 1981 — Опасный возраст — Акимов, следователь, капитан милиции
- 1981 — Путешествие в Кавказские горы — участковый
- 1981 — 20 декабря — Антипкин, курьер МВД
- 1981 — Без видимых причин — Бирюк-Сверчковский, композитор пиро-музыки
- 1982 — Остров сокровищ — О’Брайен
- 1982 — Сеанс одновременной игры — Николай Васильевич Пинчук, брат Ольги, фотограф
- 1982 — Сквозь огонь — Митрич, мельник, связан с партизанами
- 1982 — Жизнь Берлиоза — привратник
- 1983 — Вольный ветер — Фома
- 1983 — Обрыв — Иван Петрович
- 1983 — Утро без отметок — вахтёр в ГНИИСиК
- 1984 — Макар-следопыт — управляющий
- 1984 — И вот пришёл Бумбо… — Никита Костоломов, борец
- 1984 — Убийце - Гонкуровская премия — комиссар полиции (фильм-спектакль)
- 1985 — Снегурочку вызывали? — скоморох-балалаечник
- 1985 — Зловредное воскресенье — Александр Васильевич, директор школы
- 1986 — Конёк-горбунок — Гаврило, старший брат
- 1986 — Пиквикский клуб — Джо
- 1987 — Подъезд с атлантами —
- 1987 — Сказка про влюблённого маляра — водяной
- 1987 — Единожды солгав — представитель администрации города сталеваров Новокопёрска
- 1987 — Питер Пэн — Старки-белоручка, пират
- 1988 — Это было прошлым летом — гармонист Коля
- 1989 — Двойник — Антон Антонович (фильм-спектакль)
- 1989 — История лошади — конюх Васька (фильм-спектакль)
- 1989 — Тартюф, и нет ему конца — Лояль (фильм-спектакль)
- 1989 — Навеки — девятнадцатилетние — милиционер
- 1991 — Мой лучший друг, генерал Василий, сын Иосифа — полковник из свиты
- 1991 — Хмель — человек купца
- 1991 — Чокнутые — граф Потоцкий
- 1991 — Болотная street, или Средство против секса — Лазарь Моисеевич Куперман
- 1992 — А король-то голый — Первый министр (фильм-спектакль)
- 1992 — Деревня Хлюпово выходит из Союза — Ведёркин
- 1992 — Тахмина — милиционер (эпизод)
- 1994 — Нимб
- 1995 — Классная дама — следователь (короткометражный)
- 1995 — Откровения незнакомцу — продавец попугаев
- 1995 — Полубог — гримёр
- 1996 — Возвращение «Броненосца» — Соломон Гетман
- 1996—1997 — Поживём — увидим
- 1997 — Упырь — библиотекарь
- 1997 — История про Ричарда, Милорда и прекрасную Жар-птицу — Попихайло, старший лейтенант милиции
- 1998 — Улицы разбитых фонарей 1 — знаменитый артист
- 1998 — Хочу в тюрьму — уволенный мастер, сослуживец Лямкина
- 1999 — Убойная сила — Фёдор Ильич Петров, тесть Васи Рогова
- 2000 — Империя под ударом — Певзнер, хозяин аптеки
- 2000 — Агент национальной безопасности-2 (серия № 14 «Гордеев узел») — Семён Баринов («Барин»), фокусник-уголовник
- 2001 — Начальник каруселей
- 2001 — Ниро Вульф и Арчи Гудвин (фильм № 2 «Пока я не умер») — Шварц, адвокат
- 2001 — Убойная сила-2 — Фёдор Ильич Петров, тесть Васи Рогова
- 2001 — Убойная сила 3 — Фёдор Ильич Петров, тесть Васи Рогова
- 2001—2004 — Чёрный ворон — Яков Израилевич Эрлих, дядя Лили
- 2002 — Госпожа Победа (Чёрная пустота | Фильм № 3) — тренер Сергея
- 2002 — Игра в модерн — Директор театра
- 2002 — Русские в городе ангелов — Матвей Георгиевич
- 2003 — Русские страшилки — дядя Миша
- 2002—2003 — Убойная сила 4 — Фёдор Ильич Петров, тесть Васи Рогова
- 2003 — Убойная сила 5 — Фёдор Ильич Петров, тесть Васи Рогова
- 2003 — Улицы разбитых фонарей. Менты-5 — электрик
- 2004 — Иванов и Рабинович — начальник отдела кадров, почётный чекист
- 2004 — Смерть Таирова — старый творческий работник (нет в титрах)
- 2005 — Братва — прокурор Нефедко
- 2005 — Лопухи
- 2005 — Мастер и Маргарита — Андрей Фокич Соков, заведующий буфетом в Варьете
- 2005 — Убойная сила-6: Мыс Доброй Надежды — Фёдор Ильич Петров, тесть Васи Рогова
- 2007 — Закон зайца
- 2007 — Луна в зените — врач Анны Ахматовой
- 2007 — Поплавок — отец
- 2007 — Юнкера — подполковник Лех
- 2008 — Происшествие в городе M — преподобный отец Пётр / коммунист Первомай Панкратович
- 2009 — Северный ветер — Фёдор Иванович Ефимов
- 2009 — Сердце капитана Немова — Василий Маторин
- 2009 — Схватка без правил —
- 2009 — Хлебный день — Константин Петрович
- 2009 — Хозяин тайги — Яков Соломонович Блюменталь
- 2009 — Черта — Смирнов
- 2010-2013 — Улицы разбитых фонарей. Менты — 10, 11, 12, 13 — Геннадий Антонович Фирсов («Кефирыч»), полковник милиции (затем — полиции), начальник Межрайонного УВД города Санкт-Петербурга
- 2010 — Гаишники (фильм № 15 «Рейдерский вальс») — Павел Аркадьевич Воробьёв, хозяин квартиры
- 2011 — Реальная сказка — дядя Лёша («Леший»)
- 2012 — Зимний круиз — Геннадий Антонович Фирсов
- 2012 — Подпоручикъ Ромашовъ — Лех, подполковник
- 2012 — Шаман 2 (фильм № 2 «Ворошиловский стрелок») — Александр Михайлович Тимофеев, полковник КГБ
- 2013 — Шерлок Холмс (серии № 7-8 «Любовницы лорда Маулбрея») — Кибби, нотариус
- 2016 — Целитель — Свиридов
- 2016 — Колодец забытых желаний — Василий Дмитриевич, владелец антикварной лавки
- 2016 — Следователь Тихонов (фильм № 4 «Часы для мистера Келли», серии № 9-10) — Порфирий, посредник
- 2016 — Менты-15 — Геннадий Антонович Фирсов («Кефирыч»), полковник полиции в отставке
- 2017 — Крылья империи — извозчик (4 серия)
- 2021 — Бендер: Начало — Фукс

### Киножурнал «Фитиль»
- 1973 — Выпуск № 173 ("Административный раж") — прохожий
- 1984 — Выпуск № 261 (новелла «Исполняющий обязанности»)
- 1985 — Выпуск № 278 (новелла «Прямая связь») — вахтёр
- 1987 — Выпуск № 304 (новелла «В порядке исключения») — редактор газеты
- 1990 — Выпуск № 333 (новелла «Кормилец») — гость

#### Телеспектакли
- 1963 — Рембрандт — Фабрициус, ученик Рембрандта
- 1964 — Совесть не прощает (фильм-спектакль) — Белек, портной
- 1965 — Жизнь Галилея — Фульганцио, маленький монах
- 1965 — Римские рассказы (фильм-спектакль) — бармен (нет в титрах)
- 1965 — Старые друзья (фильм-спектакль) — Лёша
- 1966 — 12 стульев — Владя (нет в титрах)
- 1968 — Воскресенье в понедельник (фильм-спектакль) — Зазубрин, управдом
- 1969 — Ваня, ты как здесь? (фильм-спектакль) — Пронька Лагутин, тракторист
- 1969 — Мальчик из спичечной коробки — (фильм-спектакль) Бернгард, похититель
- 1969 — Правду! Ничего, кроме правды! (фильм-спектакль) — Леонард, свидетель
- 1969 — Смерть Вазир-Мухтара — маркиз Севиньи
- 1970 — До востребования (фильм-спектакль) — Олег Александрович Скукарёв, работник почты
- 1971 — Два веронца (фильм-спектакль) — помощник режиссёра
- 1972 — Ревизор. Сцены из спектакля — Добчинский (нет в титрах) (фильм-спектакль)
- 1973 — Хроника одной репетиции (фильм-спектакль) — Добчинский
- 1978 — Захудалое королевство — Дуршлаг, королевский повар
- 1978 — Ханума — Кинто, приятель князя в бане
- 1984 — Убийце — Гонкуровская премия (фильм-спектакль) — комиссар полиции
- 1986 — Конёк-горбунок — Гаврило, старший брат
- 1986 — Пиквикский клуб — Джо
- 1989 — История лошади (фильм-спектакль) — конюх Васька
- 1989 — Тартюф, и нет ему конца (фильм-спектакль) — Лояль
- 1991 — Хранители — Бильбо
- 1992 — А король-то голый! (фильм-спектакль) — первый министр
- 1995 — Полубог — гримёр

#### Озвучивание
- 1965 — Город мастеров — Клик-Кляк, сын бургомистра (роль Савелия Крамарова)
- 2000 — Бандитский Петербург. Фильм 1. Барон — Миша Монахов (роль Александра Тюрина)
- 2005 — Мастер и Маргарита — Иероним Поприхин, член МАССОЛИТа (роль Александра Тюрина)

## Признание

### Государственные награды
- 1987 — почётное звание «Заслуженный артист РСФСР» — за заслуги в области искусства.
- 2001 — почётное звание «Народный артист Российской Федерации» — за большие заслуги в области искусства[1].
- 2004 — медаль Пушкина — за большой вклад в развитие отечественного театрального искусства[7].
- 2009 — медаль ордена «За заслуги перед Отечеством» II степени — за большой вклад в развитие отечественного театрального искусства и многолетнюю плодотворную деятельность[8].
- 2022 — Орден Почёта — за большой вклад в развитие отечественной культуры и искусства, многолетнюю плодотворную деятельность[9].

### Общественные награды
- 2012 — в подарок к 80-летию актёр получил именной автомат «АК74» с подписью Михаила Калашникова на сертификате[10].
- 2012 — лауреат конкурса «Лучшие имена немцев России» в области искусства имени Анны Герман Международного союза немецкой культуры[11].
- 2013 — лауреат высшей театральной премии Санкт-Петербурга «Золотой софит» в номинации «За творческое долголетие и верность театру»[12].
- 2019 — Почётный знак «За заслуги перед Санкт-Петербургом»[13]

### Награды иностранных государств
- 2016 — орден «За укрепление духовного наследия человечества» (SHA IRC, Израиль).[источник не указан 276 дней]